# Deësis

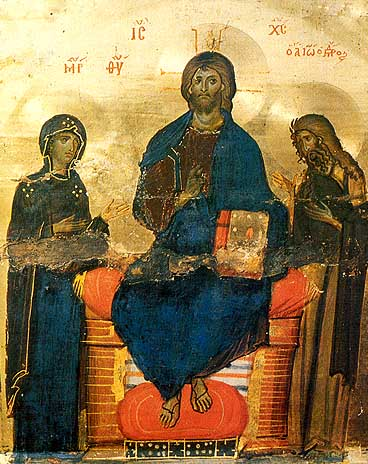
Deësis-Ikone aus dem Katharinenkloster, Sinai, 12. Jh.

Der Begriff Deësis (altgriechisch δέησις, „Bitte“, „Flehen“, „Gebet“) bezeichnet das Vorbringen eines ursprünglich in der Regel wohl eigennützigen Anliegens sowohl im weltlich-juristischen als auch im religiösen Bereich. Im byzantinischen Reich wurde der Ausdruck u. a. für profane, an den Kaiser gerichtete Petitionen verwandt. Im Sprachgebrauch der modernen Kunstgeschichte wird die Bedeutung des Begriffs dagegen auf die religiöse und grundsätzlich fremdnützige Fürbitte (lateinisch intercessio) beschränkt und als Fachbegriff auf ein Bildmotiv der christlichen Ikonografie bezogen. Dieses Motiv zeigt in der Regel eine Dreifigurengruppe mit Christus in der Mitte sowie der Gottesmutter Maria und Johannes dem Täufer an seinen Seiten. Maria und Johannes erheben beide Arme und wenden sich Christus in einer demütigen und flehentlichen Haltung zu (sog. Orantenhaltung). Stehen weitere Heilige in der gleichen oder einer ähnlichen Haltung neben Maria und dem Täufer, spricht man von einer „großen Deësis“.

## Herkunft des Bildmotivs
Das Bildmotiv taucht gesichert erst nach dem Ende des byzantinischen Bilderstreits auf. Aus der Zeit um 900 n. Chr. ist es in provinzialbyzantinischen Werken aus Kappadokien auf uns überkommen (u. a. aus der Ayvalı-Kilise im Güllüdere-Tal nahe Çavuşin). Die ältesten überlieferten Beispiele aus Konstantinopel stammen aus dem 10. Jahrhundert und sind Werke der Kleinkunst wie das Email der Limburger Staurothek oder die Elfenbeinschnitzerei des Harbaville-Triptychons im Louvre. Das monumentale Deësis-Mosaik auf der Südempore der Hagia Sophia stammt aus dem 13. Jahrhundert. Ein weiteres hauptstädtisches Deësis-Mosaik ist in der Pammakaristos-Kirche erhalten.

## Deësis als Element des Weltgerichts

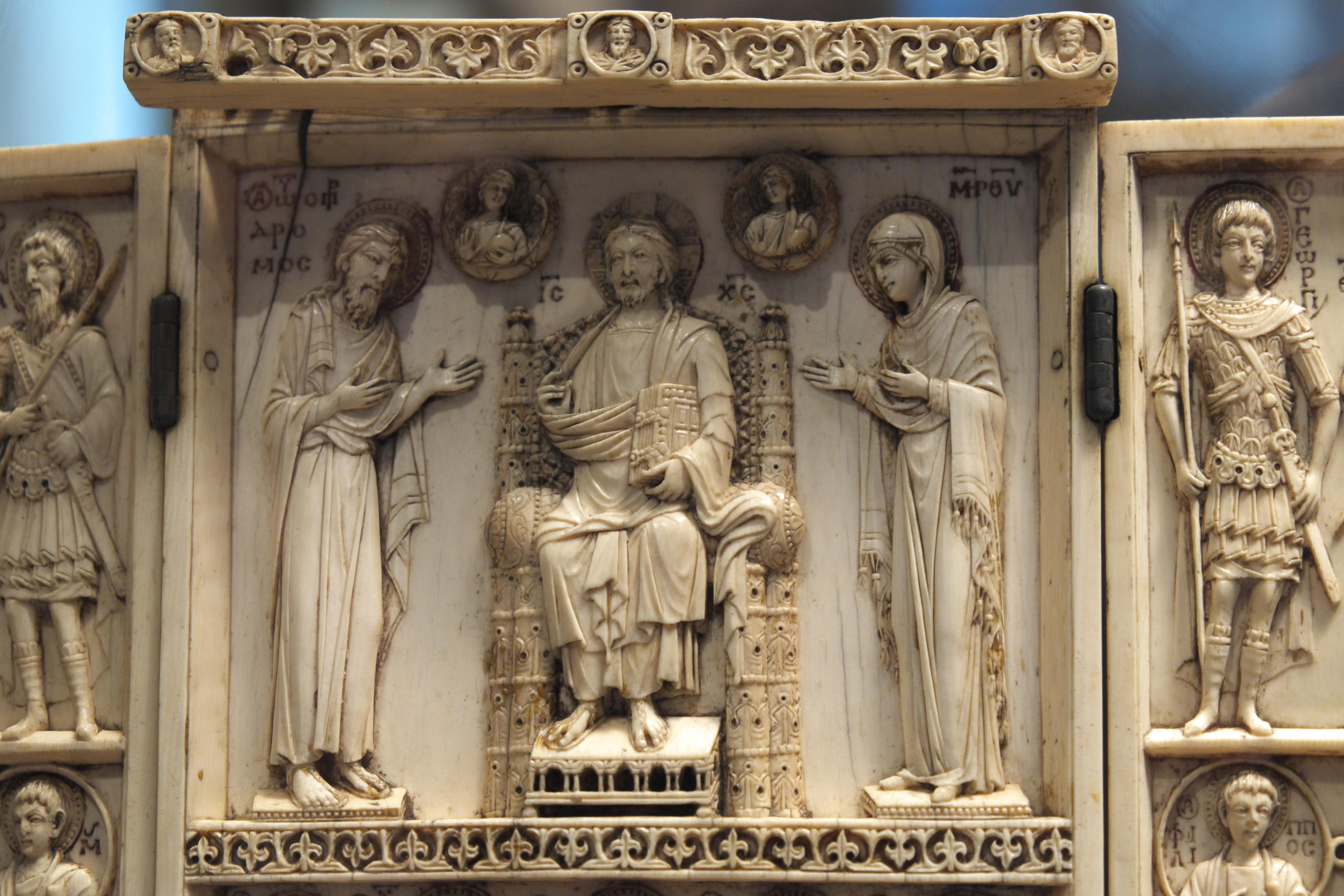
Kleine Deësis, Harbaville-Triptychon aus dem 10. Jahrhundert

Seit dem 11. Jahrhundert wird die sog. „kleine Deësis“ mit Christus, Maria und dem Täufer zugleich zu einem zentralen Bestandteil von byzantinischen Bildern des Jüngsten Gerichts, so bereits in der frühesten Miniatur zu diesem Thema, dem Blatt 51v. der Buchmalerei „Ms. Grec 74“ der Bibliothèque nationale de France in Paris. Von dieser Konstellation des Richters mit der Gottesmutter und dem Täufer als Fürbittenden sind Bilder des Jüngsten Gerichts auch im okzidentalen Bereich bis in die nachmittelalterliche Zeit inspiriert worden, so z. B. das Jüngste Gericht des Michelangelo in der Sixtinischen Kapelle aus der Zeit der Renaissance oder das Jüngste Gericht von Peter Paul Rubens aus der Zeit des Barock.

## Die Deësis im Okzident
Seit dem 12. Jahrhundert erscheint die Deësis auch im römisch-lateinischen Kulturkreis, zunächst in den italischen Kontaktzentren zum byzantinischen Reich, z. B. in einem Mosaik in der Apsis einer Klosterkirche auf Murano in der Lagune von Venedig, das sich heute in der Friedenskirche in Potsdam befindet. Seit dem 13. Jahrhundert tritt die Deësis auch nördlich der Alpen auf und wird hier wiederum zum Bestandteil von größeren Darstellungen des Weltgerichts, so z. B. in einem der Portale der gotischen Kathedrale Notre-Dame in Reims. Für Darstellungen mit Johannes dem Evangelisten an Stelle des Täufers wie im ebenfalls gotischen Weltgerichtsportal der Kathedrale Notre-Dame de Paris sind geistige Wurzeln einer eigenen westlich-lateinischen Deësis-Konzeption in der hochmittelalterlichen Scholastik entdeckt worden.

## Geistige Grundlagen der Deësis
Aus der Bibel oder anderen Legenden ist keinerlei Erzählung als Vorlage für das Bildmotiv der Deësis bekannt. Das religiöse Konzept der Anrufung Gottes zur Bitte um das Wohl oder den Seelenfrieden anderer lebender oder verstorbener Menschen oder der Menschheit ist historisch im Kulturraum der Levante weit vor Entstehung des Christentums bezeugt. Im Kern dieses Konzepts steckt die Idee, dass bestimmte Heilige durch ihre Nähe zu Gott als Fürbittende besonders geeignet seien bzw. besonderen Erfolg versprechen. Dieser Gedanke kommt auch im Neuen Testament zum Ausdruck: „Darum … betet füreinander … . Viel vermag das inständige Gebet eines Gerechten“ (Jak 5,16). Maria und der Täufer gelten als besonders geeignet. Nach der östlich-orthodoxen Theologie und Volksfrömmigkeit gilt Johannes als Täufer wie der Urheber einer zweiten Geburt Jesu und nimmt in der himmlischen Hierarchie eine besondere Stellung ein, nach Maria, aber noch vor den Aposteln. Nach der neueren Forschung bleibt das Konzept der Deësis aber auch dann gewahrt, wenn nicht der Täufer, zuweilen auch nicht Maria, sondern andere Heilige in einem entsprechenden Bild erscheinen.

## Bild und Bezeichnung alsDeësis
Als ältester Beleg der Bezeichnung eines Bildes als „Deësis“ gilt eine Beschreibung der Klause des Mönches Symeon aus Konstantinopel, die aus der zweiten Hälfte des 11. Jahrhunderts stammt. Vom Aussehen des Bildes dort ist indes nichts überliefert. Für die Zeit des byzantinischen Reiches werden in der Forschung nur etwa zwanzig Bildwerke aufgezählt, die in Inschriften oder Beischriften oder zeitgenössischen Inventaren explizit als „Deësis“ bezeichnet worden sind. Nach der osmanischen Eroberung Konstantinopels 1453 hat sich der ursprünglich griechische Begriff im russischen Kulturraum zur Bezeichnung von Bildern der Heiligenfürbitte vor Christus gehalten und ist von dort um 1900 in den Sprachgebrauch der modernen Kunstgeschichte gelangt.

## Ein Weltgericht im Kleinformat?
In der Forschung ist umstritten, ob die Deësis als Einzelbild mit drei oder wenig mehr Figuren auch außerhalb von Großdarstellungen des Jüngsten Gerichts als Teil für das Ganze oder als bildnerische Abkürzung (Abbreviatur) des Gerichtsthemas steht. In Frage steht also, ob Christus bei der kleinen oder einer großen Deësis stets als Richter zu verstehen ist, auch wenn das Bild sonst keine Hinweise auf das Gericht gibt. Dagegen wird eingewandt, dass Christus bei Gerichtsbildern stets eine Bewegung der Hände zeigt, mit der er die Guten zu seiner Rechten von den Bösen zu seiner Linken scheidet (wie er es nach dem Evangelium des Matthäus selbst vorhergesagt hat: „Und alle Völker werden vor ihm zusammengerufen werden und er wird sie voneinander scheiden, wie der Hirt die Schafe von den Böcken scheidet“ (Matth 25,32)). Für den Scheidegestus gibt es zahlreiche Varianten: Christus öffnet die Hände und hebt die Arme nach oben oder nach unten, er tut dies gleichsinnig oder rechts anders als links usw. Auf Bildern der Deësis erscheint er dagegen häufig mit einer Geste des Segens. Soweit Christus nicht mit der Geste des Scheidens auftritt, sind Bilder mit einer Deësis nach dieser Auffassung auch nicht als Bilder des Weltgerichts zu verstehen. Die Verwendung der Szene der Deësis in Bildern des Weltgerichts ist danach als ein Sonderfall der Deësis zu verstehen, und die Deësis stellt nicht allgemein stets ein Weltgericht dar.
Die Auslegung der Bildaussage als Weltgericht hat i.Ü. Konsequenzen für die Deutung des Buches, das der segnende Christus auf Bildern der kleinen oder großen Deësis in seiner linken Hand hält. Bei einer Deutung der Deësis als Weltgericht liegt das „Buch des Lebens“ nahe, das zwar nicht in der Weltgerichtsrede Christi nach Matthäus (Matth 25,31.46) erwähnt wird, aber in der Offenbarung des Johannes (Offb 20,12-15). Nach der Offenbarung sind in diesem Buch die Anwärter auf das Himmelreich verzeichnet (Offb 20,12 u.15; 21,27). Als Buch in der Rechten des segnenden Jesus Christus wird dagegen i. d. R. das Evangelium identifiziert. Diese Deutung wird durch zahlreiche Bildbeispiele gestützt, bei denen das Buch als Aufschrift einen Hinweis auf eine Stelle in den Evangelien trägt.